# David Chterenberg
David Petrovitch Chterenberg (en russe : Давид Петрович Штеренберг, David Petrovič Šterenberg) (né le 26 juillet 1881 à Jytomyr et mort le 1er mai 1948  à Moscou) est un peintre, graphiste et photographe russe d'origine ukrainienne.

## Biographie
Né dans une famille juive à Jytomyr, dans l'actuelle Ukraine, alors dans l'Empire russe, David Chterenberg étudie l'art à Odessa puis, en 1906 il passe quelque temps à Vienne avant de s'installer à Paris où il vit à la cité d'artistes La Ruche jusqu'en 1917. Il étudie à l'Académie Vitti à Montparnasse, fondée en 1889 par Cesare Vitti et sa femme Maria Caira, où il a comme professeur, entre autres, Kees van Dongen. Il a été influencé par les travaux de Paul Cézanne et par le cubisme.
Pendant cette période, il effectue plusieurs voyages en Russie mais ne s'y installe qu'après la Révolution de 1917, grâce à ses bonnes relations avec Anatoli Lounatcharski, le commissaire du peuple chargé de la culture. Il assiste à la Conférence des auteurs, artistes et réalisateurs sur la coopération avec le gouvernement soviétique au Palais Smolny à Petrograd (Saint-Pétersbourg) avec Nathan Altman et d'autres. En 1917-1918, il est commissaire aux affaires artistiques. En 1918, il présente une exposition avec le groupe « Société juive pour la promotion des arts » avec Baranoff-Rossine, Altman et Lazar Lissitzky, à Moscou. De 1918 à 1920, il est chef du département des beaux-arts (IZO) du Narkompros (Commissariat du peuple à l'Instruction publique). À ce titre, il organise le financement de l'Institut de culture artistique de Moscou (INKhUK). Il explique : « Nous avons organisé l'INKhUK comme une cellule pour la détermination des hypothèses scientifiques sur les questions d'art ».
En 1918, il publie son essai programmatique Tâches d'art contemporain dans les documents du Conseil de Petrograd.
De 1920 à 1930, Chterenberg enseigne au Vkhoutemas (littéralement « Ateliers supérieurs d’art et de technique »), une école d'art fondée en 1920 à Moscou par un décret de Vladimir Lénine avec l'intention, selon les termes du gouvernement soviétique, de « préparer les artistes principaux aux qualifications les plus élevées pour l'industrie, et les constructeurs et les directeurs pour l'éducation professionnelle technique. » Parmi ses étudiants on trouve quelques artistes russes devenus célèbres tels que Alexandre Deïneka, Youri Pimenov, Alexander Arkadievitch Labas, Piotr Vladimirovitch Williams, Andrei Dmitrievitch Gontcharov et d'autres. Il organise une exposition d'artistes juifs à Moscou en 1922 qui comprenait entre autres Marc Chagall. La même année, il participe à la Première exposition d'art russe de Berlin dans la galerie van Diemen, première grande exposition sur l'avant-garde russe en Europe depuis la révolution d'Octobre. À cette occasion, il écrit un essai pour le catalogue de l'exposition. Cependant, son style indépendant a cessé de trouver la faveur des autorités soviétiques et progressivement son travail est retiré de la vue du public. Après les années 1930, il est contraint de travailler dans un style plus « réaliste ». À sa mort en 1948, il a est pratiquement oublié. Il est enterré au cimetière Vagankovo de Moscou.
David Chterenberg était profondément conscient de ses racines juives. Il a écrit à sa femme Nadejda : « J'ai un sang oriental dans les veines, le sang de mes ancêtres qui ont écrit le « Cantique des cantiques », - et il n'y a pas de meilleure chanson ». D'ailleurs, en 1936, il publie avec son frère Abram Šterenberg un livre de photographies « V evrejskich kolchozach (В еврейских колхозах) » (littéralement, Dans les fermes collectives juives).
Aujourd'hui, ses œuvres sont exposées dans les grands musées publics à Moscou (Galerie Tretiakov et Musée Pouchkine), à Saint-Pétersbourg (Musée russe) et à Ekaterinbourg. Une grande partie de son œuvre est encore détenue dans des collections privées en Russie.
En 2019, les œuvres de David Chterenberg figurent, avec celles — entre autres — de Vassily Kandinsky, Kasimir Malevitch, Vladimir Tatline, Mikhaïl Larionov, et Lyubov Popova, dans la grande exposition collective L'Avant-garde : Liste no 1, présentée à la Galerie Tretiakov, réunissant plus de 250 œuvres issues de dix-huit collections russes et cinq collections étrangères de l'avant-garde russe du début du XXe siècle en l'honneur du centième anniversaire de la création du Musée de la culture pittoresque, premier musée d'État d'art moderne au monde, qui exista de 1919 à 1929.

## Galerie

Quelques portraits
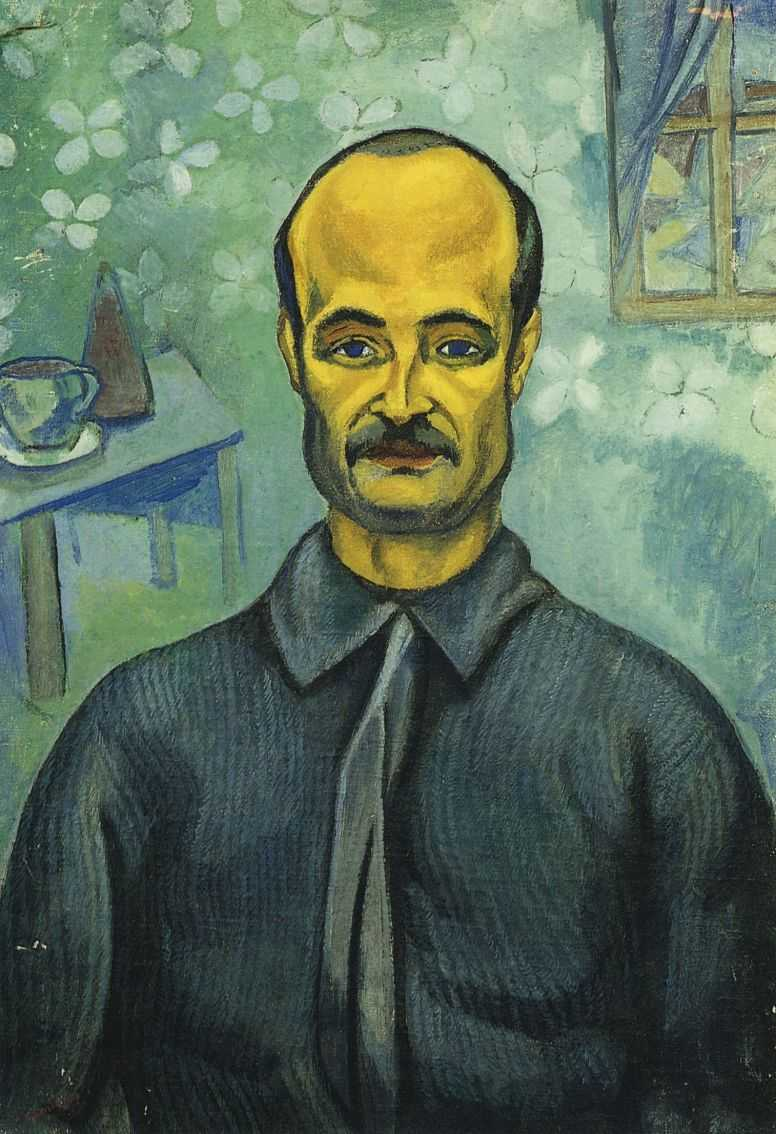
Portrait d'un homme (1914), Collection particulière.
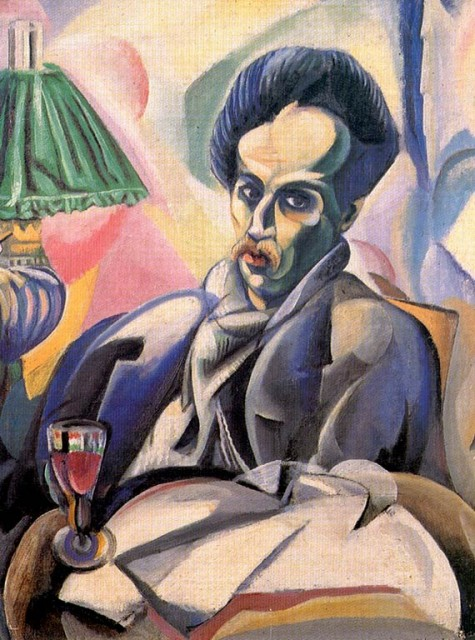
Autoportrait (1915), Musée des Beaux-Arts Pouchkine, Moscou.
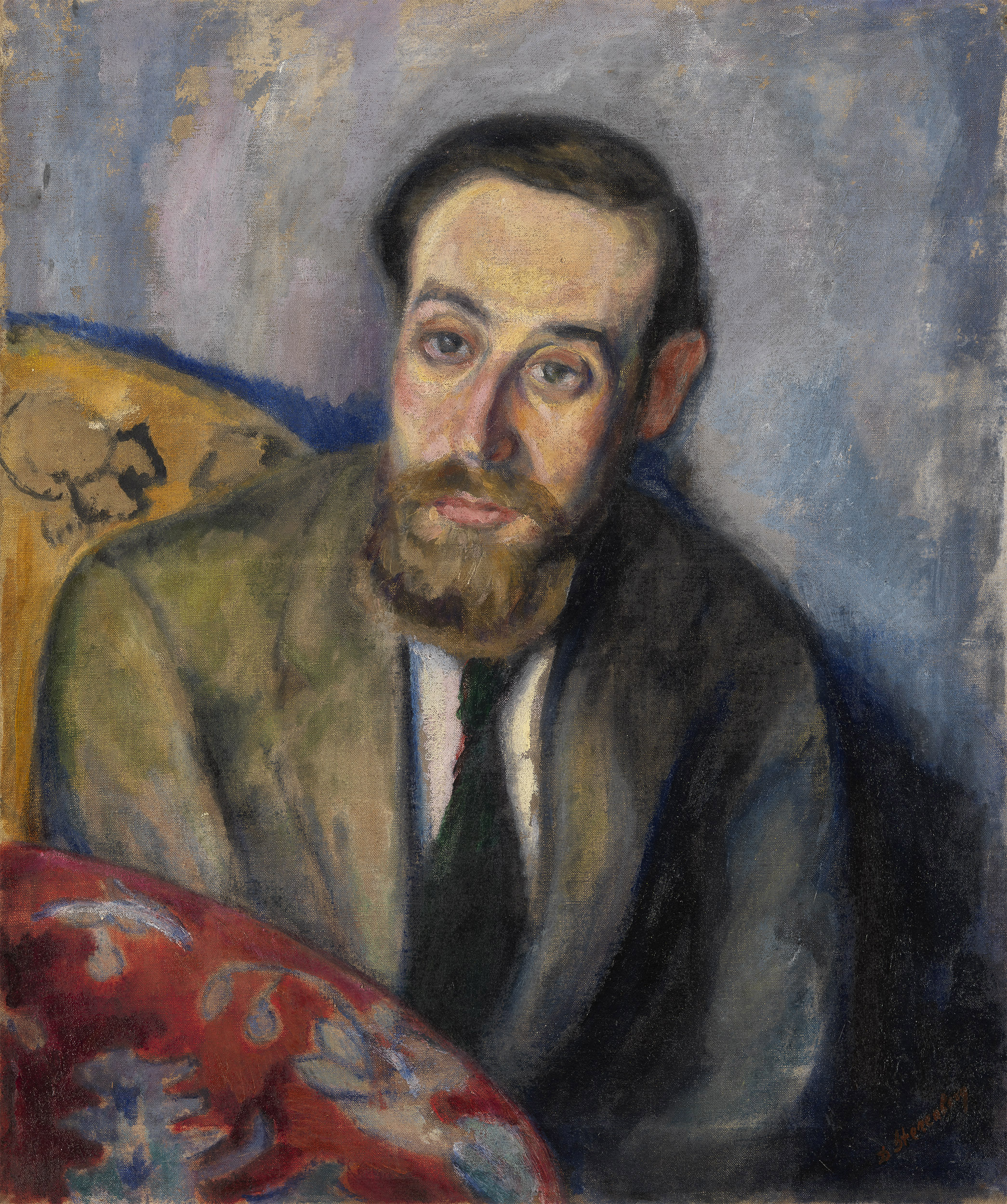
Autoportrait, Collection particulière.
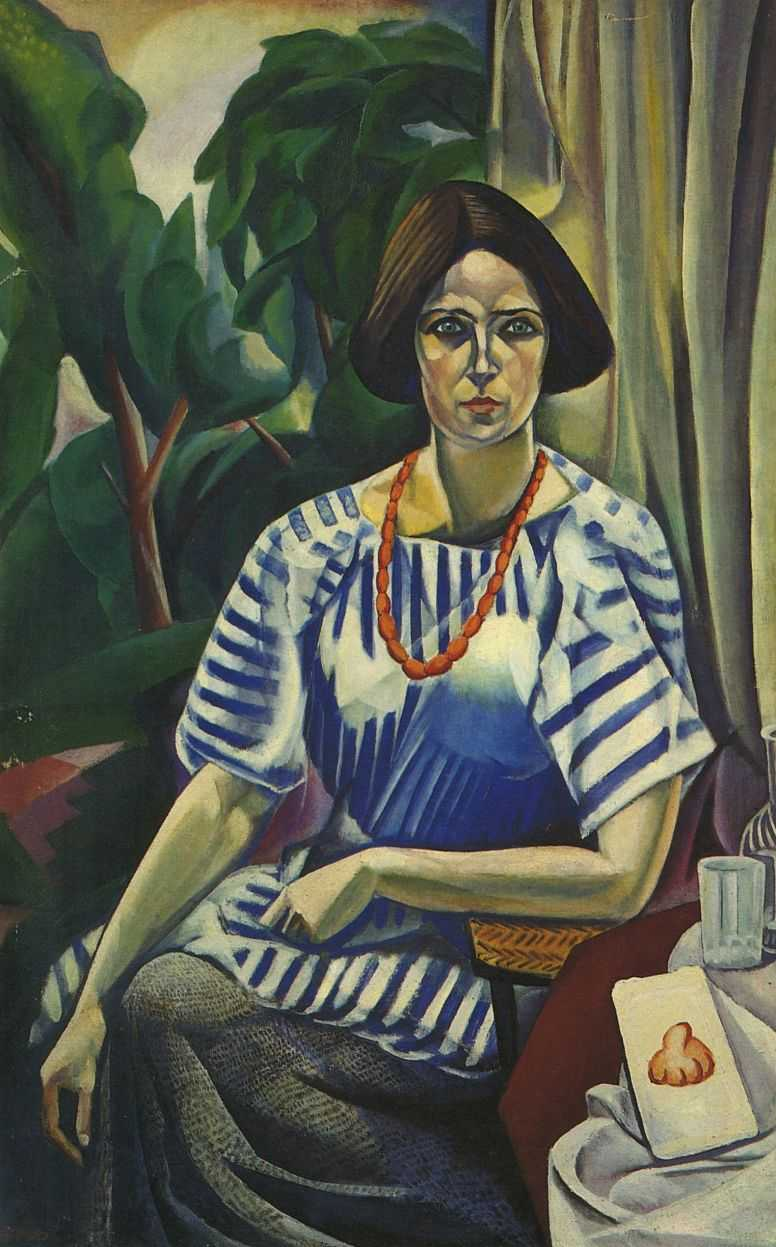
Portrait d'Ella (1916), Collection particulière.
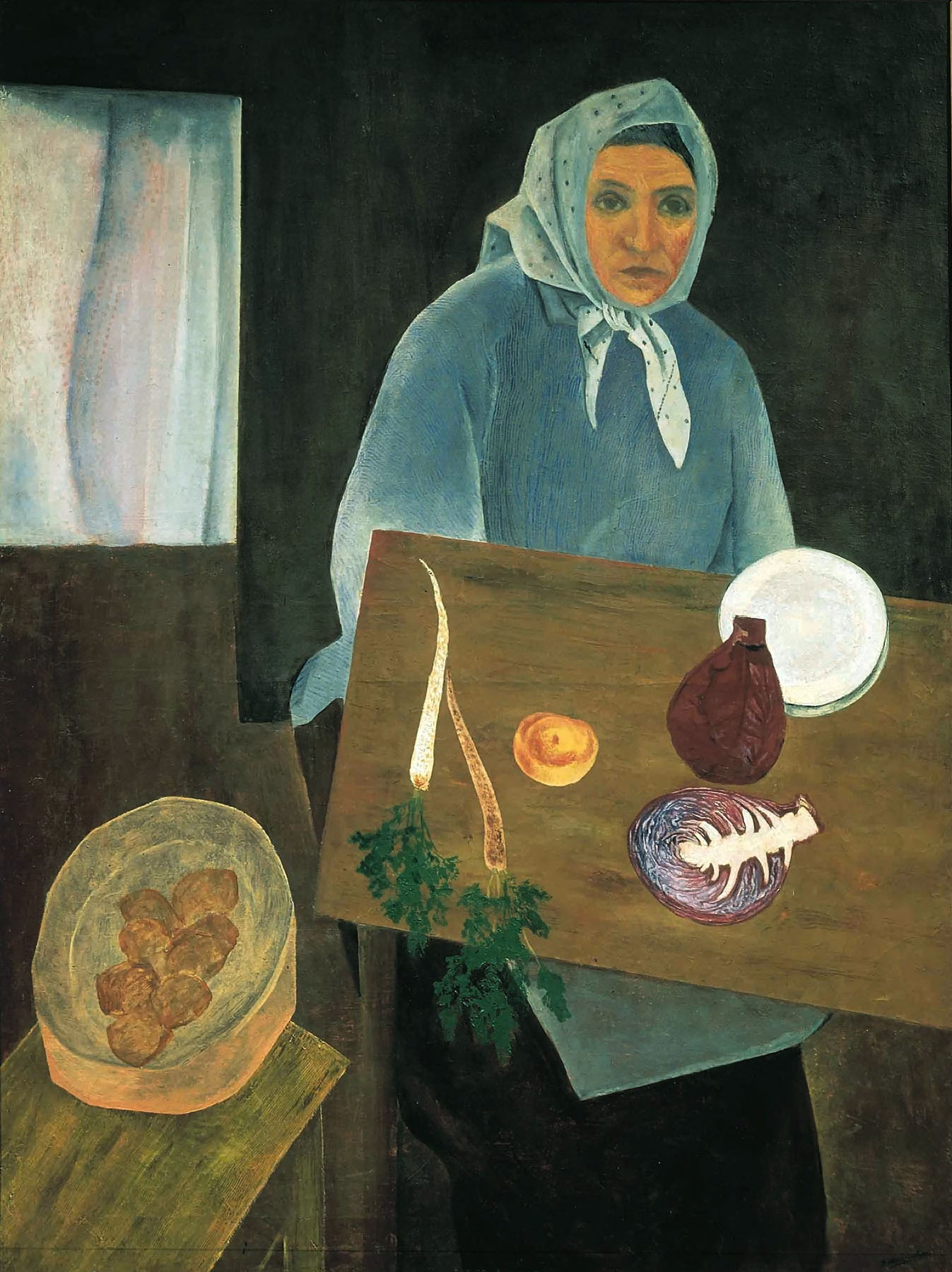
Tante Sacha (1922), Musée russe, Saint-Pétersbourg.
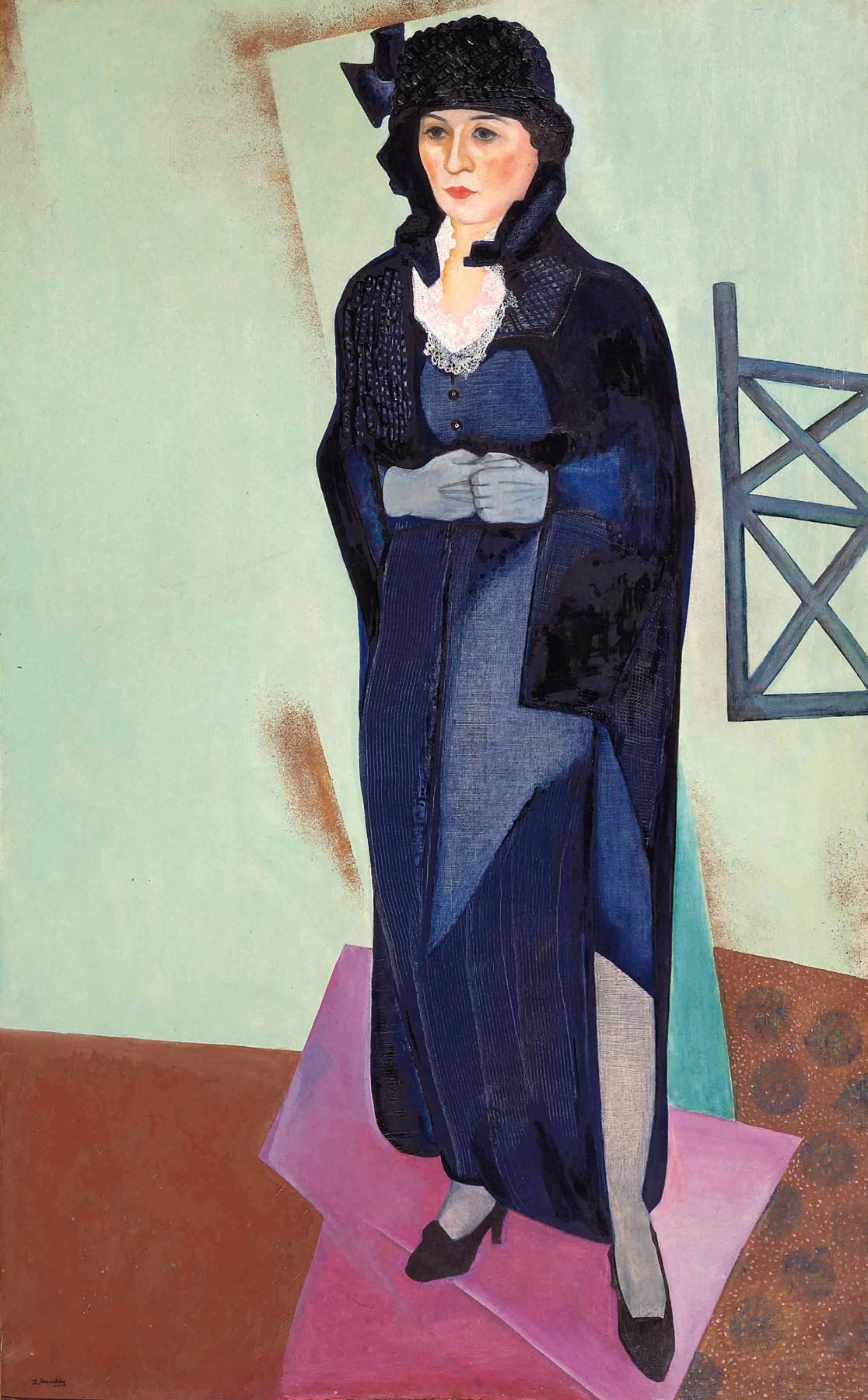
Portrait de la femme de l'artiste (1925), Musée russe, Saint-Pétersbourg.
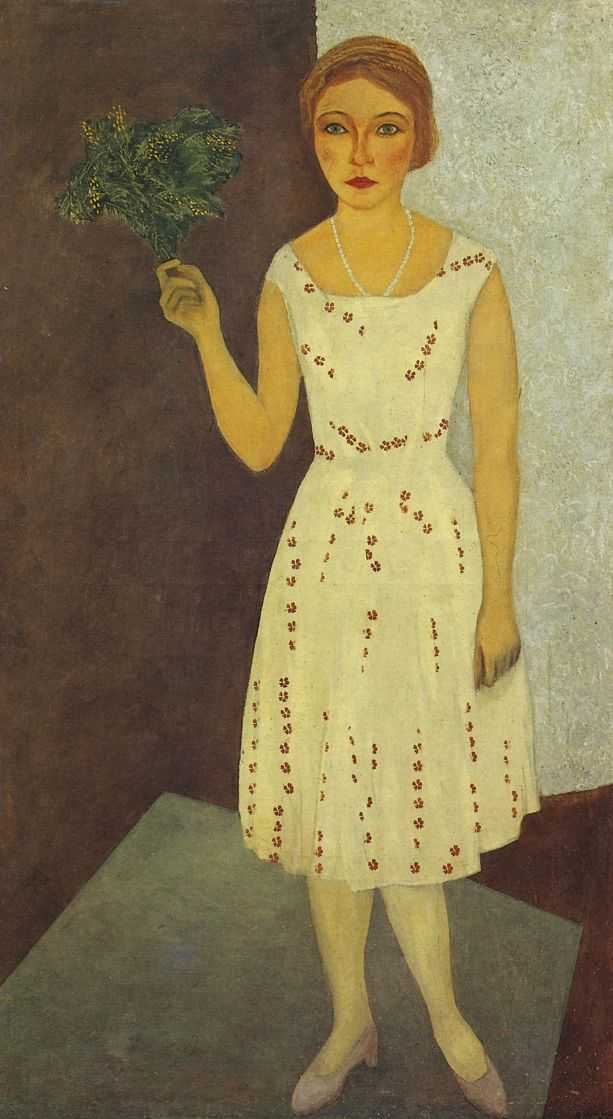
Portrait de K.M. Asseïeva (1927), Collection particulière.
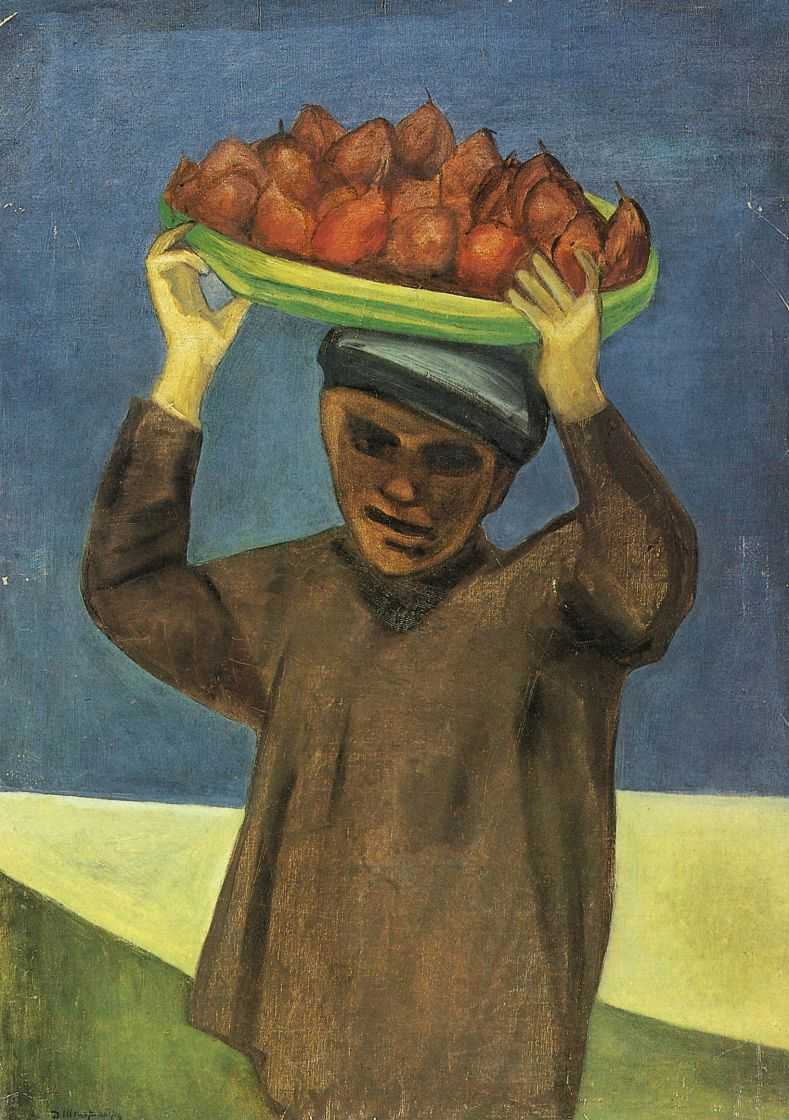
Garçon avec poires (1930), Collection particulière.
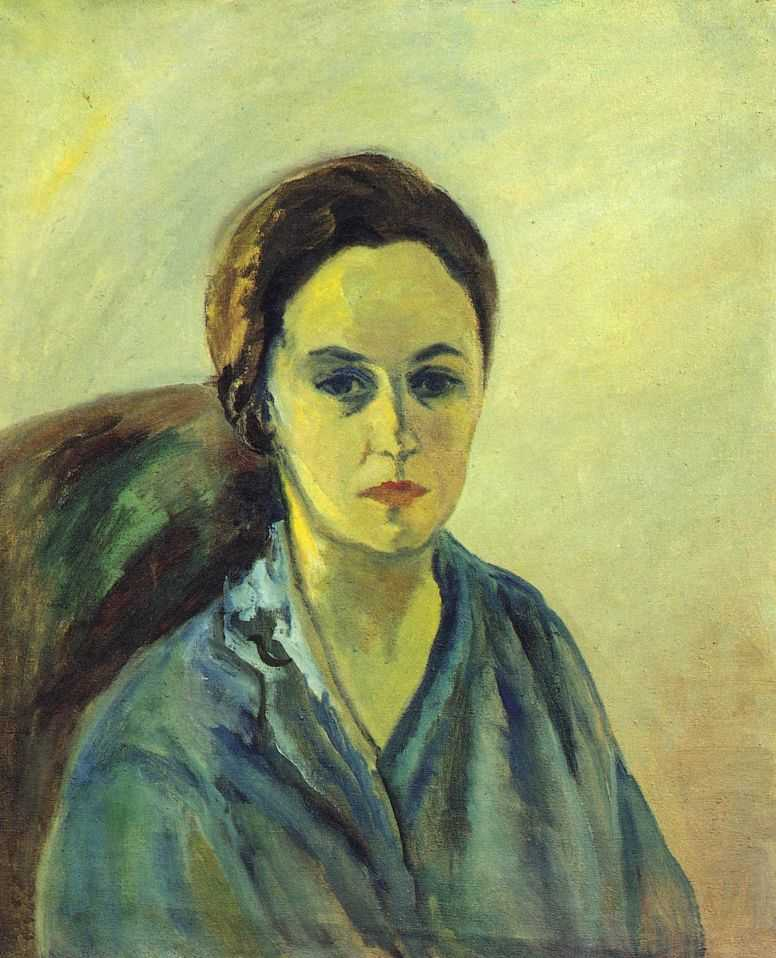
Portrait de la fille de l'artiste (1943), Collection particulière.

Quelques natures mortes
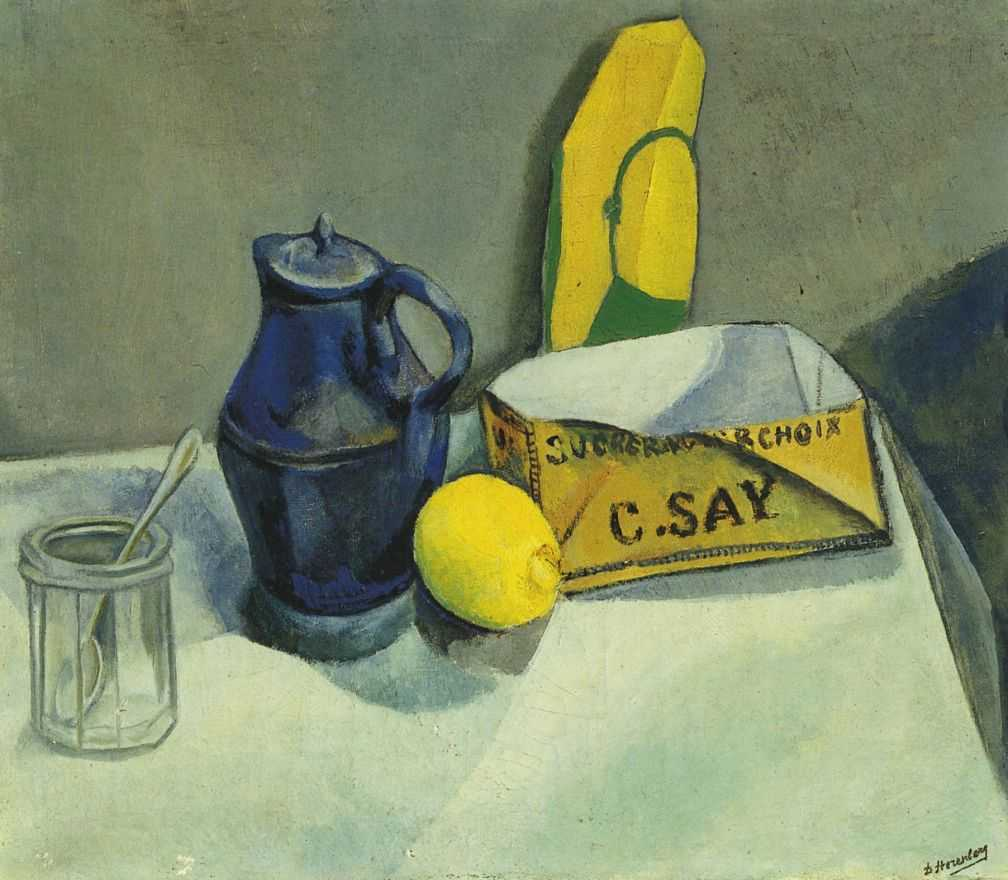
Nature morte avec une cafetière bleue (1913), Collection particulière.
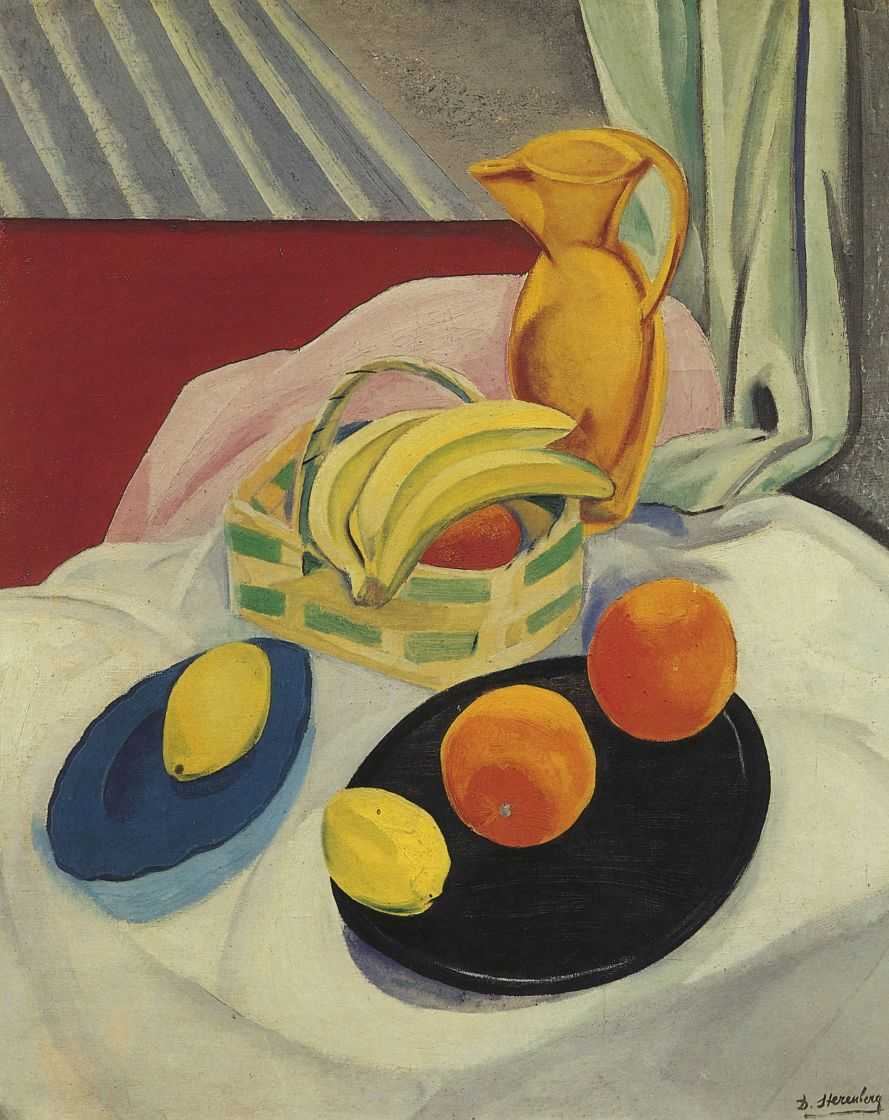
Bananes et Oranges (1913), Collection particulière.
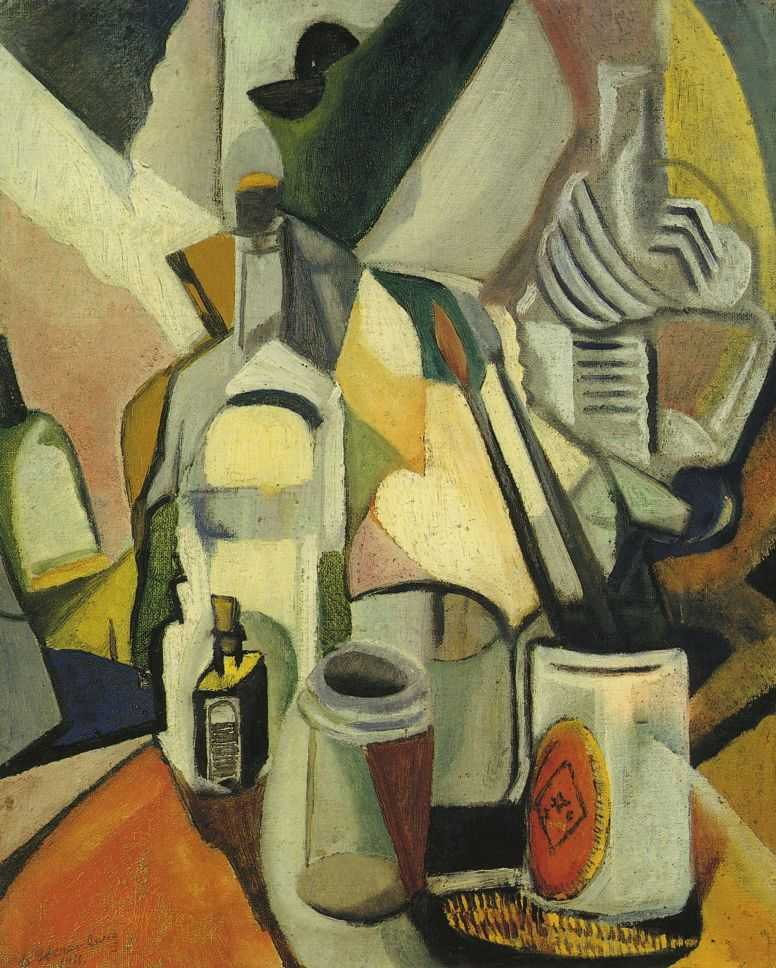
La Table de l'artiste (1916), Collection particulière.
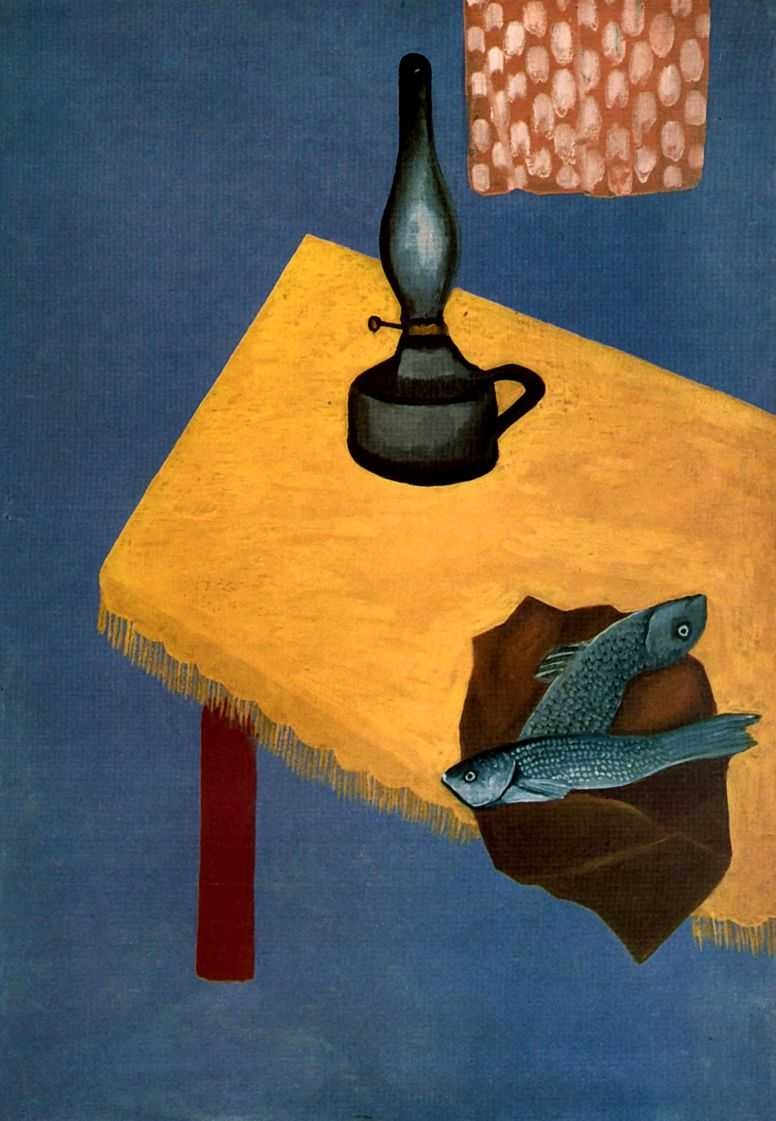
Nature morte avec une lampe et des harengs (1920), Collection particulière.
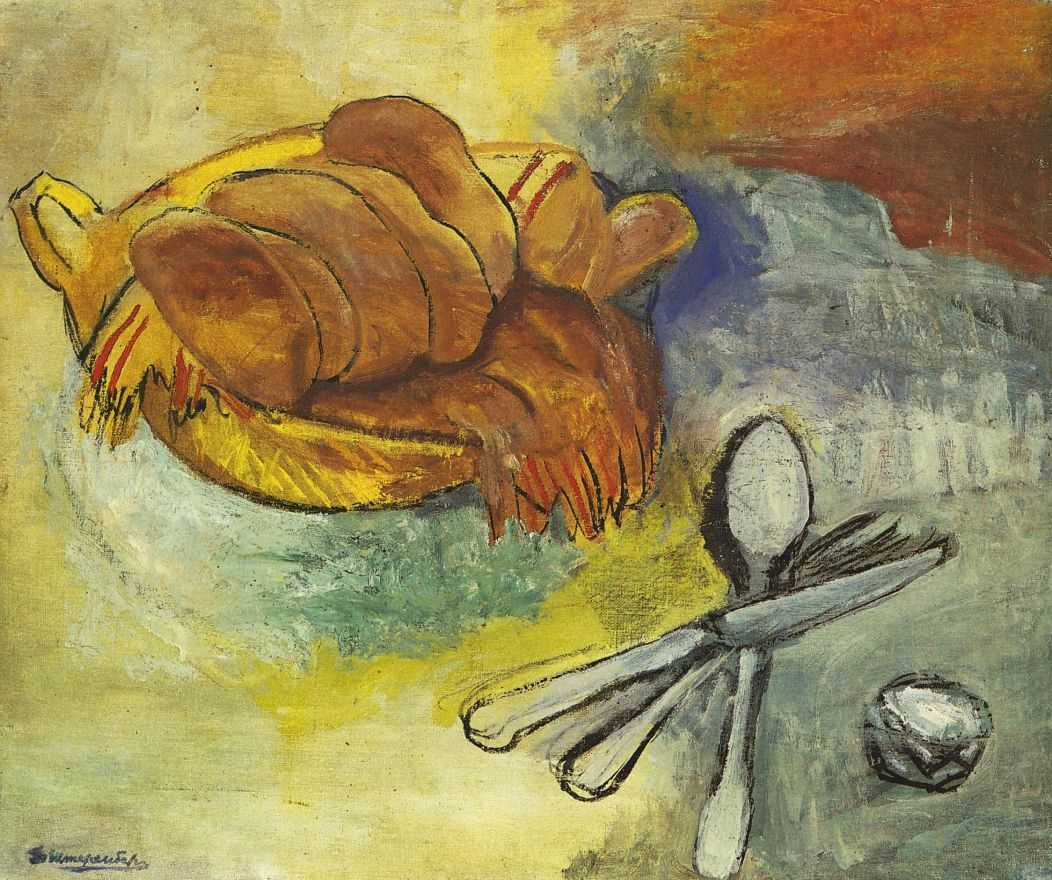
Pain et Sel, Collection particulière.
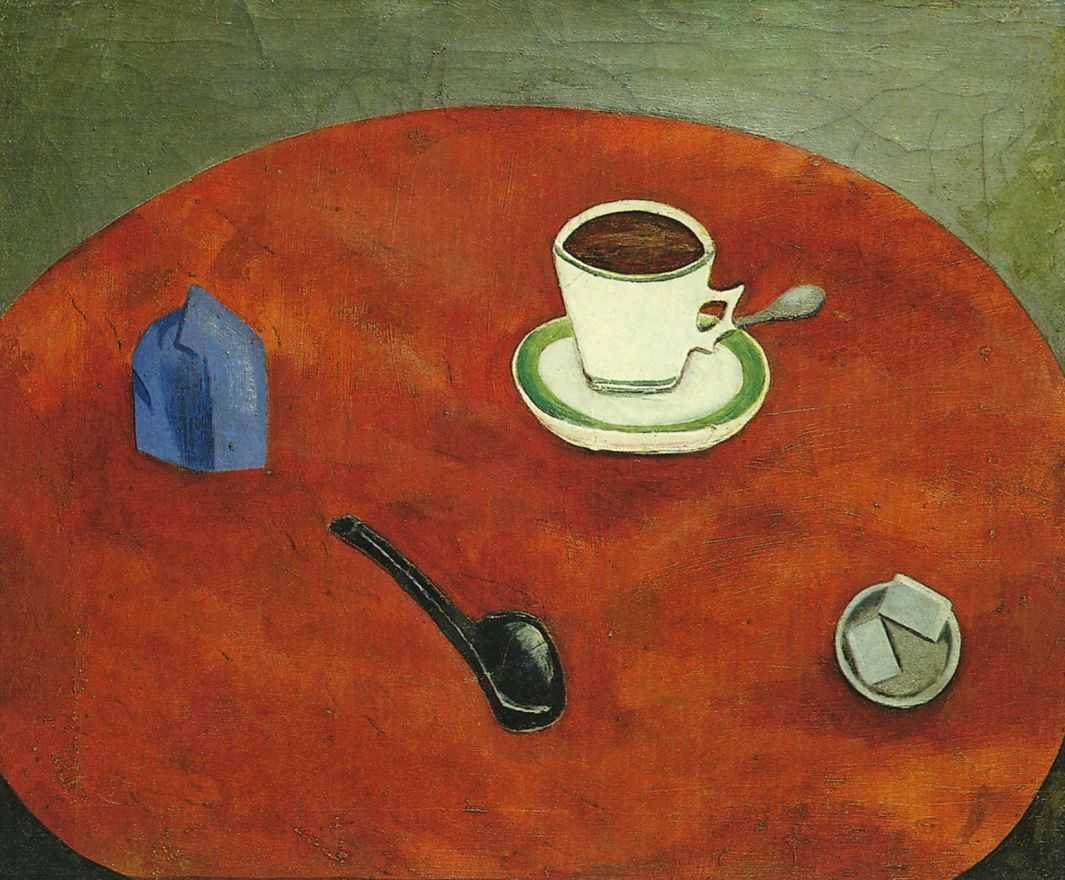
La Table rouge, Collection particulière.
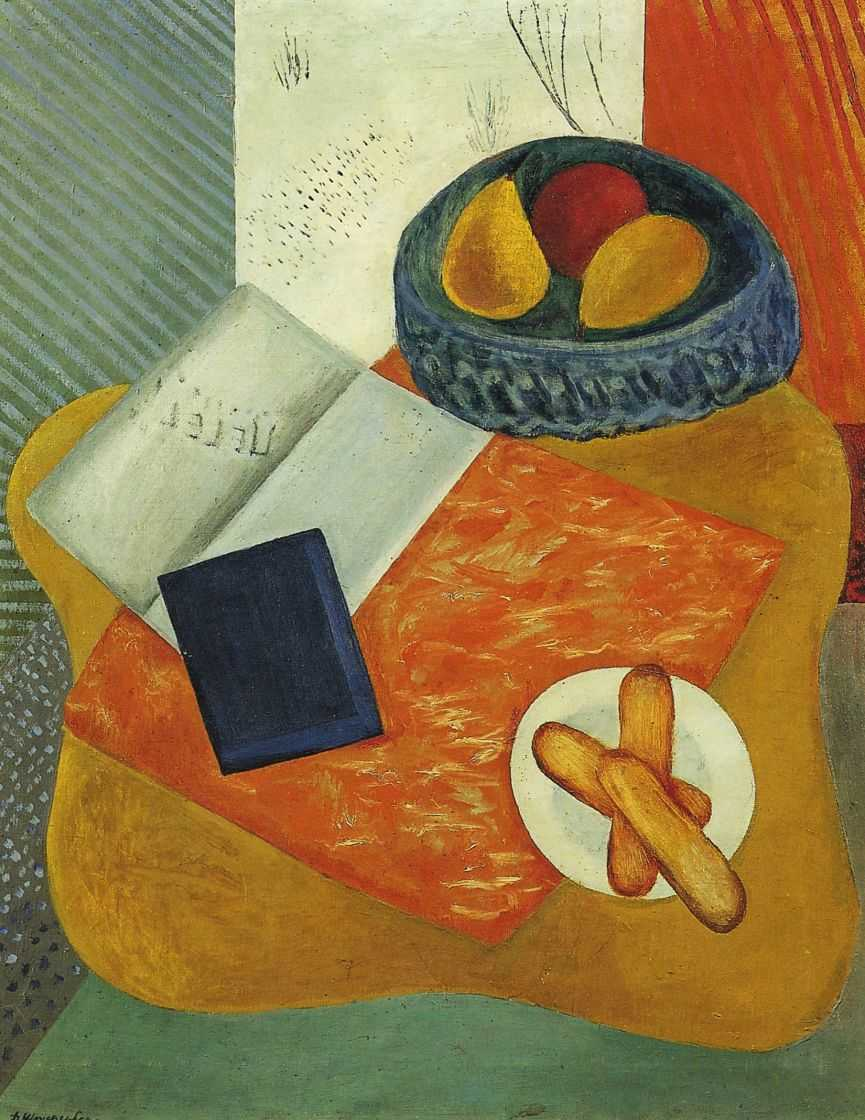
Nature morte avec biscuits (1927), Collection particulière.
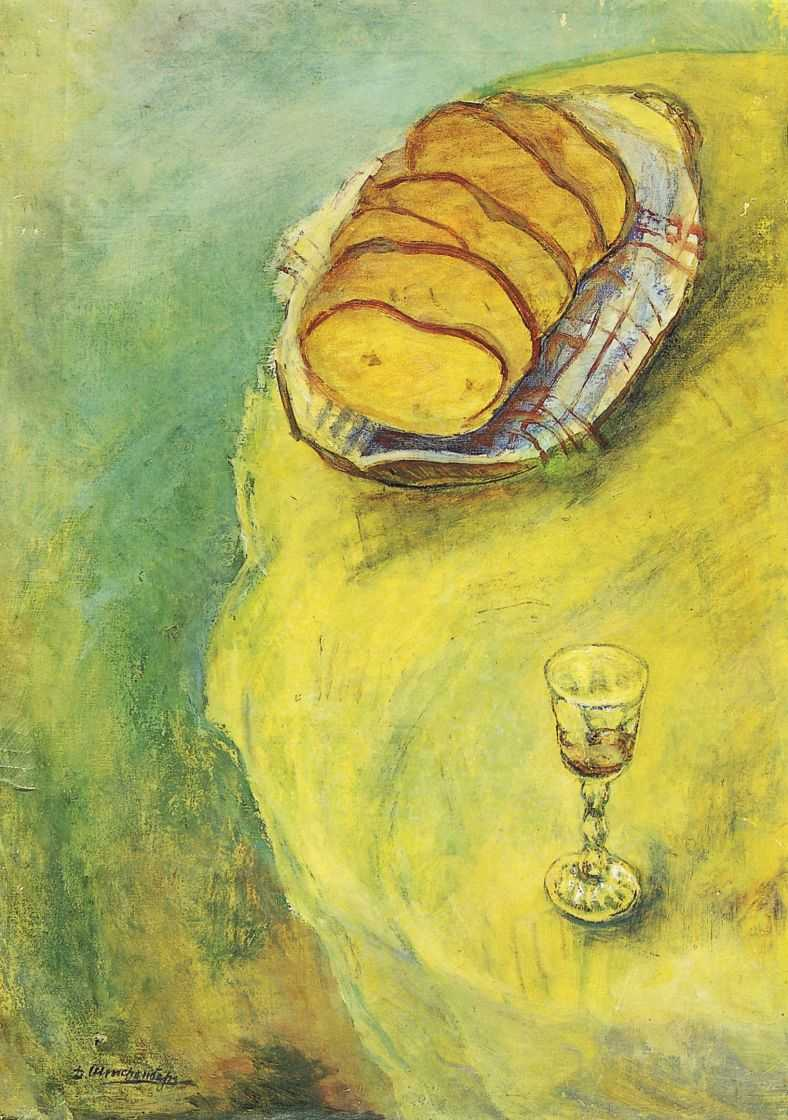
Pain et verre (1939), Collection particulière.

## Publications
- 1936 : V evrejskich kolchozach (В еврейских колхозах), photographies de David et Abram Šterenberg, textes de V. Fink et Semen Borisovič Urickij, ed. Gosudarstvennoe izdatelʹstvo izobrazitelʹnych iskusstv, Moscou